# Urs Bühler
Urs Toni Bühler, född 19 juli 1971 i Willisau i Luzern i Schweiz, är en klassiskt utbildad tenor och medlem i operapopgruppen Il Divo. Han är sångare och kan spela trummor, elgitarr, piano, fiol och klarinett.